# Амадо, Мигель
Мигель Анхель Амадо Аланис (исп. Miguel Angel Amado Alanis; 28 декабря 1984, Ривера) — уругвайский футболист, полузащитник, выступал за сборную Уругвая.

## Биография
Мигель Амадо начал карьеру в 2002 году в клубе «Дефенсор Спортинг» и с тех пор выступает исключительно за эту команду. Вместе с ней он неоднократно принимал участие в международных турнирах, в том числе доходил до 1/4 финала Кубка Либертадорес в 2007 году. Тогда лишь в серии послематчевых пенальти «фиолетовые» уступили будущему финалисту бразильскому «Гремио». Во второй половине года «Дефенсор Спортинг» дошёл до 1/4 финала Южноамериканского кубка, и не вышел в полуфинал в противостоянии с аргентинским «Ривер Плейтом» только за счёт меньшего числа гостевых голов.
В 2008 году Мигель Амадо помог своей команде в третий раз в истории стать чемпионом Уругвая. Успехи с клубом были отмечены тренерским штабом сборной — главный тренер уругвайцев Оскар Вашингтон Табарес стал привлекать к играм «селесте» футболистов «Дефенсора», в числе которых был и Амадо. Его дебют за национальную команду состоялся в 2009 году, в отборочном матче к чемпионату мира против Венесуэлы 10 июня он вышел в стартовом составе. Также сыграл в товарищеском матче против сборной Алжира.
В 2011—2012 годах выступал за «Олимпию» из Асунсьона, которой помог стать чемпионом Парагвая. В 2013 году выступал за «Пеньяроль», после чего вернулся в «Олимпию». В сезоне 2015/16 вновь выступал за «Дефенсор», а затем присоединился к асунсьонскому «Гуарани», с которым в третий раз стал чемпионом Парагвая.

## Титулы
- Чемпион Уругвая (2): 2007/08, 2012/13
- Победитель Лигильи (1): 2006
- Чемпион Парагвая (3): 2011 (Клаусура), 2015 (Кл), 2016 (Кл)